# Марино-Поле (Благоевградская область)
Марино-Поле (болг. Марино поле) — село в Благоевградской области Болгарии. Входит в состав общины Петрич. Находится примерно в 12 км к востоку от центра города Петрич и примерно в 71 км к югу от центра города Благоевград. По данным переписи населения 2011 года, в селе  проживал 301 человек, преобладающая национальность — болгары.

## Население
| Год     | 1934 | 1946 | 1956 | 1965 | 1975 | 1985 | 1992 | 2001 | 2011 |
| ------- | ---- | ---- | ---- | ---- | ---- | ---- | ---- | ---- | ---- |
| Жителей | 269  | 569  | 435  | 483  | 414  | 387  | 350  | 359  | 301  |

|  |